# 奎達車站
奎達車站（烏爾都語：کوئٹہ اسٹیشن，俾路支語：کوئٹہ اسٹیشن）是位於巴基斯坦俾路支省首府奎達的鐵路車站，啟用於1880年英國統治期間，當時是為了戰略原因所建；奎達一直被認為是一個重要的戰略目的地，因為英國擔心俄羅斯帝國可能會從阿富汗進入奎達，從而威脅其在南亞的統治。1887年車站向公眾開放。